# Saint-François-Longchamp
Saint-François-Longchamp és un municipi francès situat al departament de la Savoia i a la regió d'Alvèrnia-Roine-Alps. L'any 2007 tenia 213 habitants.

## Demografia

### Població
El 2007 la població de fet de Saint-François-Longchamp era de 213 persones. Hi havia 92 famílies de les quals 36 eren unipersonals (32 homes vivint sols i 4 dones vivint soles), 16 parelles sense fills, 28 parelles amb fills i 12 famílies monoparentals amb fills.
La població ha evolucionat segons el següent gràfic:
Habitants censats

### Habitatges
El 2007 hi havia 1.348 habitatges, 95 eren l'habitatge principal de la família, 1.248 eren segones residències i 5 estaven desocupats. 109 eren cases i 1.227 eren apartaments. Dels 95 habitatges principals, 43 estaven ocupats pels seus propietaris, 46 estaven llogats i ocupats pels llogaters i 7 estaven cedits a títol gratuït; 16 tenien una cambra, 21 en tenien dues, 21 en tenien tres, 23 en tenien quatre i 15 en tenien cinc o més. 60 habitatges disposaven pel capbaix d'una plaça de pàrquing. A 59 habitatges hi havia un automòbil i a 32 n'hi havia dos o més.

### Piràmide de població
La piràmide de població per edats i sexe el 2009 era:
| Homes | Edats   | Dones |
| ----- | ------- | ----- |
| 0     | 95 o +  | 0     |
| 0     | 90 a 94 | 0     |
| 0     | 85 a 89 | 0     |
| 0     | 80 a 84 | 0     |
| 0     | 75 a 79 | 0     |
| 0     | 70 a 74 | 0     |
| 12    | 65 a 69 | 4     |
| 4     | 60 a 64 | 0     |
| 0     | 55 a 59 | 12    |
| 12    | 50 a 54 | 8     |
| 8     | 45 a 49 | 4     |
| 12    | 40 a 44 | 20    |
| 4     | 35 a 39 | 0     |
| 0     | 30 a 34 | 8     |
| 8     | 25 a 29 | 4     |
| 8     | 20 a 24 | 12    |
| 8     | 15 a 19 | 12    |
| 0     | 10 a 14 | 8     |
| 4     | 5 a 9   | 12    |
| 4     | 0 a 4   | 0     |

## Economia
El 2007 la població en edat de treballar era de 152 persones, 136 eren actives i 16 eren inactives. De les 136 persones actives 133 estaven ocupades (75 homes i 58 dones) i 3 estaven aturades (2 homes i 1 dona). De les 16 persones inactives 1 estava jubilada, 11 estaven estudiant i 4 estaven classificades com a «altres inactius».

### Ingressos
El 2009 a Saint-François-Longchamp hi havia 85 unitats fiscals que integraven 173,5 persones, la mediana anual d'ingressos fiscals per persona era de 15.908 €.

### Activitats econòmiques
Dels 137 establiments que hi havia el 2007, 2 eren d'empreses extractives, 2 d'empreses alimentàries, 3 d'empreses de construcció, 22 d'empreses de comerç i reparació d'automòbils, 2 d'empreses de transport, 33 d'empreses d'hostatgeria i restauració, 1 d'una empresa d'informació i comunicació, 2 d'empreses financeres, 21 d'empreses immobiliàries, 5 d'empreses de serveis, 40 d'entitats de l'administració pública i 4 d'empreses classificades com a «altres activitats de serveis».
Dels 23 establiments de servei als particulars que hi havia el 2009, 1 era una oficina bancària, 1 guixaire pintor, 1 lampisteria, 1 perruqueria, 16 restaurants, 2 agències immobiliàries i 1 tintoreria.
Dels 17 establiments comercials que hi havia el 2009, 2 eren botigues de més de 120 m², 1 una botiga de menys de 120 m², 2 fleques, 1 una carnisseria, 1 una llibreria i 10 botigues de material esportiu.

## Equipaments sanitaris i escolars
L'únic equipament sanitari que hi havia el 2009 era una farmàcia.
El 2009 hi havia una escola elemental.

## Poblacions més properes
El següent diagrama mostra les poblacions més properes.